# 浅間伸一郎
浅間 伸一郎（あさま しんいちろう、1982年10月23日 - ）は、日本の俳優、脚本家、劇作家、演出家、演技講師。東京都出身。俳優としての所属事務所はTIARA-FRONTIER。劇団令和座主宰。

## 略歴
2007年より数々の映画、テレビドラマ、舞台へ出演。主に2010年出演のテレビドラマ「闇金ウシジマ君」の上野裕二役、2013年出演のテレビドラマ「最高の離婚」の堀義之(菜那の結婚相手)役、等として知られる。CM、Vシネマ、VP(ビデオパッケージ)、PV(プロモーションビデオ)にも出演。脚本、演出、演技指導も手掛け、2019年5月1日に劇団令和座を設立し、主宰として公演、出演者募集、オーディションを開催。

## 人物
血液型はA型。星座はてんびん座。身長172cm。靴のサイズ26.5cm。趣味は読書、絵画、ジョギング。特技は長距離走。

## 出演

### 映画
- 「ひゃくはち」（2008年8月9日公開、監督：森義隆）[7]
- 「クローズZEROⅠⅠ」（2009年4月11日公開、監督：三池崇史）[8]
- 「渇き。」（2014年6月27日公開、監督：中島哲也）[9]

### テレビドラマ
- 「闇金ウシジマ君」2010年 第6話 - 上野裕二 役　毎日放送
- 「最上の名医」2011年2月28日放送 第8話 - 若き日の平聖盛 役 テレビ東京
- 「美しい隣人」2011年1月18日放送 第2話 - 田部 役 フジテレビ
- 「陽だまりの樹」2012年 第3話 - 玄昌の弟子 役
- 「リッチマン、プアウーマン」2012年 最終話 - 刑務官 役
- 「PRICELESS〜あるわけねぇだろ、んなもん!〜」2012年 第6話 - 店員 役
- 「最高の離婚」2013年2月28日放送 第8話(最終話) - 堀義之(菜那の結婚相手) 役　フジテレビ
- 「S_-最後の警官-」2014年 第10話 - 人質 役

### 舞台
- 「激闘！国会座劇場」2007年　俳優座劇場
- 「ハッピーターン　-鮮やかなる休日の午後のひととき-」2010年　ギャラリールデコ　脚本・演出・プロデュース
- アリスインプロジェクト「ワールズエンド・ガールズスタート」2012年　シアターKASSAI　脚本・演出
- 夢みるアドレセンス「秘密基地」2012年　表参道ground　脚本提供
- ASAMA30 -肉体を越える魂-　2012年　ギャラリーLa Grrote　脚本・演出・主演
- ASAMA-WORLD2013「ムチムチニョロニョロ」2013年　シアターKASSAI　脚本・演出・プロデュース
- ASAMA33 -降臨する魂-　2015年　ギャラリーLa Grrote　脚本・演出・出演
- ASAMA35 「死にたい -Dont Let Me Die-」 2018年　ギャラリーLa Grrote　脚本・演出